# Ducado de Rubí

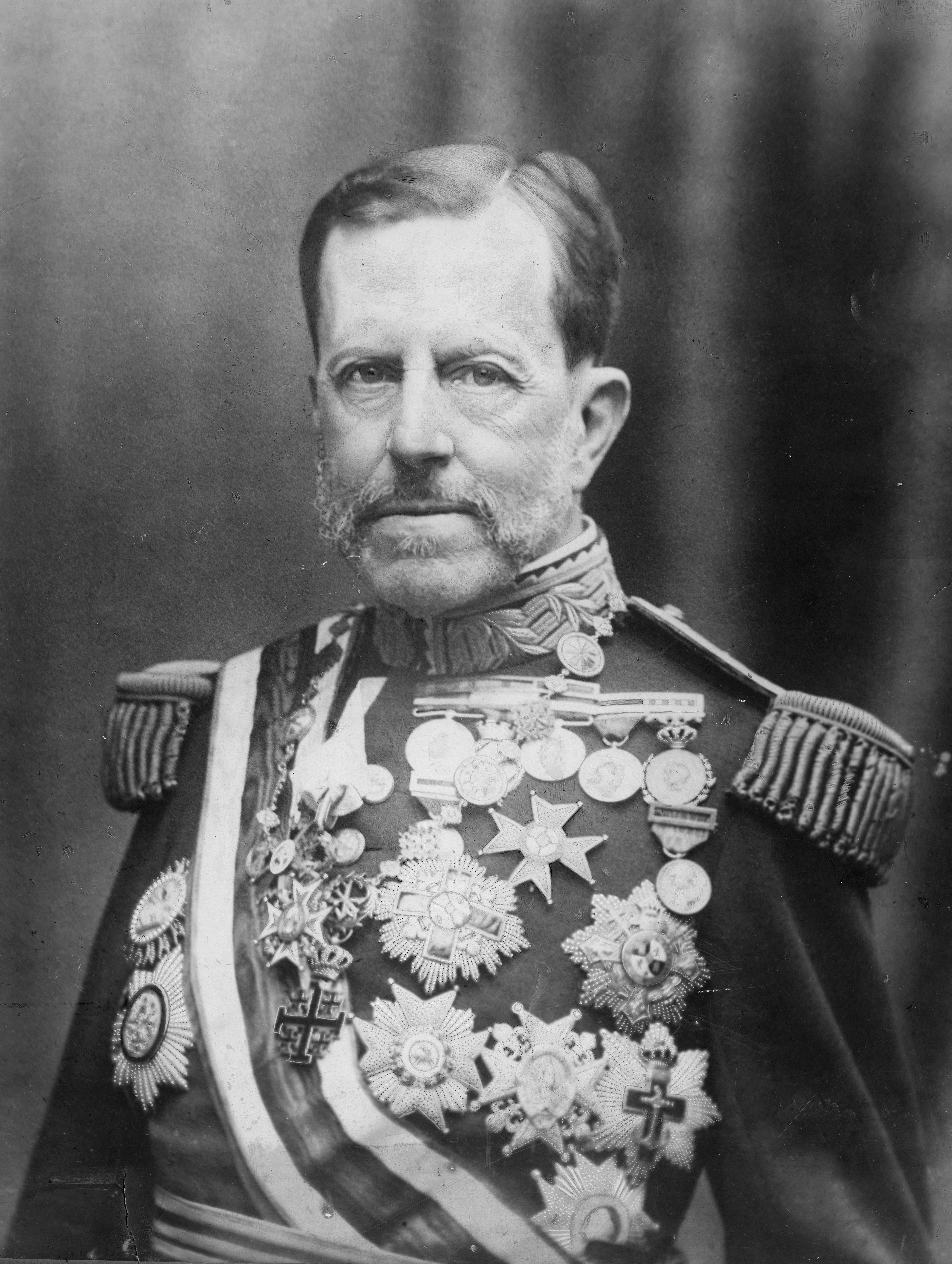
Valeriano Weyler y Nicolau, I duque de Rubí, I marqués de Tenerife

El ducado de Rubí es un título nobiliario español, con grandeza de España originaria, creado el 29 de octubre de 1920 por el rey Alfonso XIII a favor de Valeriano Weyler y Nicolau, i marqués de Tenerife. Su denominación hace referencia a la batalla de la Loma del Rubí, en la isla de Cuba, durante la Guerra de Independencia cubana.

## Historia del primer titular
Valeriano Weyler y Nicolau fue capitán general de Canarias, Cuba, Filipinas y Cataluña, y también Ministro de la Guerra. Se le otorgó la Gran Cruz del Mérito Militar, San Hermenegildo, María Cristina y Carlos III, entre otras distinciones. También recibió la Cruz Laureada de San Fernando, máxima condecoración del estamento militar.
Como capitán general de Canarias de 1878 a 1883, impulsó la construcción del edificio de la Capitanía General de Canarias en Santa Cruz de Tenerife y la del Gobierno Militar en Las Palmas de Gran Canaria. Por sus méritos, en 1887 se le otorgó el marqués de Tenerife.

## Duques de Rubí
|                           | Titular                                | Periodo                   |
| Creación por Alfonso XIII | Creación por Alfonso XIII              | Creación por Alfonso XIII |
| ------------------------- | -------------------------------------- | ------------------------- |
| i                         | Valeriano Weyler y Nicolau             | 1920-1930                 |
| ii                        | Fernando Weyler y Santacana            | 1930-1931                 |
| iii                       | Valeriano Weyler y López de Puga       | 1953-1986                 |
| iv                        | Valeriano Weyler y González de Arregui | 1987-actual titular       |

## Historia de los duques de Rubí
- Valeriano Weyler y Nicolau (1838-1930), i duque de Rubí, I marqués de Tenerife.[1]

Casó con Teresa Santacana y Bargallo. Le sucedió su hijo:
- Fernando Weyler y Santacana (1877-1931), II duque de Rubí.

Casó con María Dolores López de Puga y Martínez. Le sucedió su hijo:
- Valeriano Weyler y López de Puga (1919-1986), III duque de Rubí.

Casó con María Teresa González Arregui. Le sucedió su hijo:
- Valeriano Weyler y González Arregui (1957-), IV duque de Rubí.